# Ophthalmosaurus
Ophthalmosaurus (que significa “lagarto ojo” en griego) es un género extinto de ictiosaurio de la familia ophthalmosauridae que vivió durante el Jurásico Medio hasta principios del Jurásico Superior (entre 165 a 157 millones de años), obtiene su nombre de sus ojos extremadamente grandes. Tenía un grácil cuerpo delfinoide de 6 metros de largo, con mandíbulas casi desdentadas bien adaptadas para atrapar calamares. Los mayores hallazgos fósiles realizados para este género han sido hechos en Europa y América del Norte.

## Descubrimiento y especies

Ophthalmosaurus con un humano a escala

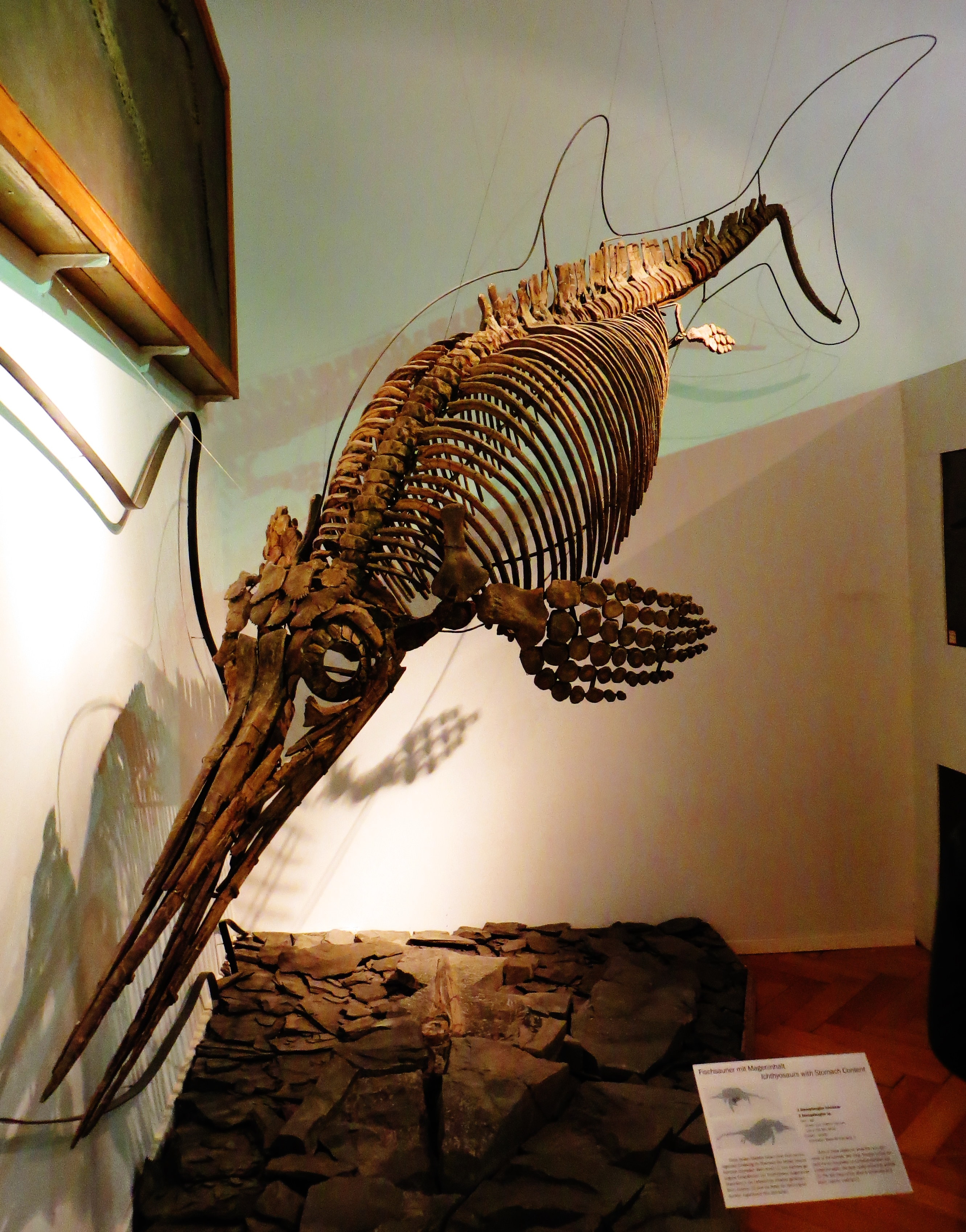
O. icenicus.

Los géneros Apatodontosaurus, Ancanamunia, Baptanodon, Mollesaurus, Paraophthalmosaurus, Undorosaurus y Yasykovia fueron todos considerados como sinónimos más modernos de Ophthalmosaurus por Maisch & Matzke, 2000. Sin embargo, todos los análisis cladísticos más recientes han encontrado que Mollesaurus periallus de Argentina es un género válido de oftalmosáurido. Ophthalmosaurus natans probablemente tampoco es una especie de Ophthalmosaurus, para la cual el nombre del género Baptanodon Marsh, 1880 está disponible. La validez de Undorosaurus es ahora aceptada por muchos autores, incluso por Maisch (2010) quien originalmente lo propuso como sinónimo. y los otros dos taxones rusos también podrían ser válidos. Ophthalmosaurus chrisorum Russell, 1993 fue reclasificado en su propio género, Arthropterygius en 2010 por Maxwell. Se han realizado posibles hallazgos adicionales de este género en México.
Dentro de Ophthalmosauridae, Ophthalmosaurus fue considerado como cercanamaente relacionado con Aegirosaurus. No obstante, muchos análisis cladísticos recientes han encontrado que Ophthalmosaurus forma un clado con Acamptonectes y Mollesaurus. Aegirosaurus es considerado como un pariente cercano de Platypterygius, y por lo tanto no pertenece a Ophthalmosaurinae.

## Paleobiología
Como otros ictiosaurios, Ophthalmosaurus paría a sus crías sacándolas primero por la cola, evitándoles ahogarse. Esqueletos de jóvenes no nacidos han sido hallados en cerca de cincuenta hembras en hallazgos fósiles, y el tamaño de las camadas iba de dos a once crías.

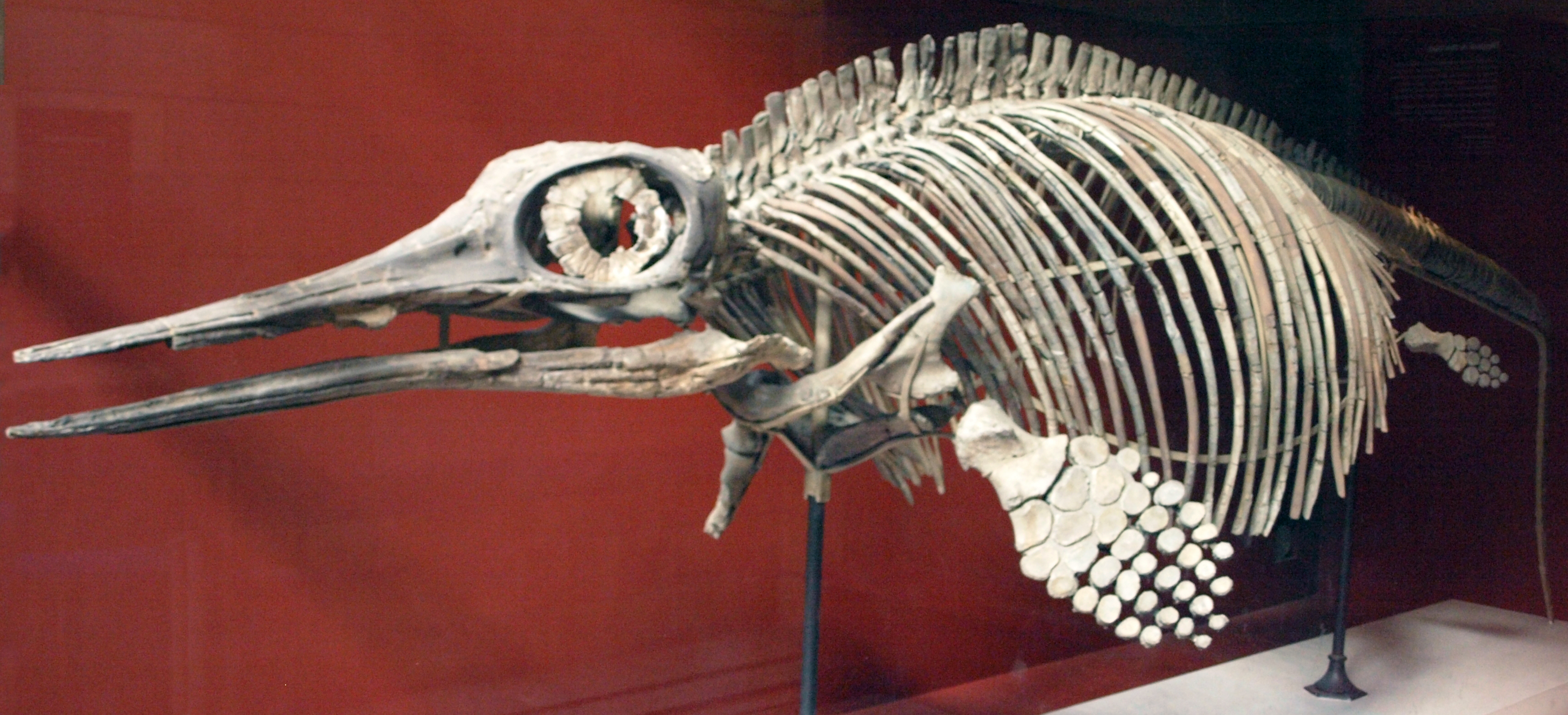
Esqueleto de un Ophthalmosaurus icenicus

Ophthalmosaurus tenía un cuerpo con forma de lágrima y una aleta caudal similar a una medialuna Sus miembros delanteros estaban más desarrollados que los traseros, lo que sugiere que las aletas frontales timoneaban mientras la cola realizaba la propulsión. La fama de Ophthalmosaurus' se debe sobre todo a sus grandes ojos que alcanzaban 10.16 centímetros de diámetro, lo que los hacía bastante grandes en relación a su tamaño corporal. Los ojos ocupaban casi todo el espacio en el cráneo y estaban protegidos por placas óseas (el anillo esclerótico), que probablemente se ocupaban de mantener la forma de los globos oculares contra la presión del agua en las profundidades.
El tamaño de los ojos y los anillos escleróticos sugieren que el Ophthalmosaurus cazaba en las profundidades donde no hay mucha luz solar o bien haber cazado de noche cuando sus presas eran más activas.
Los cálculos sugieren que un Ophthalmosaurus típico podía estar sumergido por aproximadamente 20 minutos o más. La velocidad de nado de Ophthalmosaurus ha sido estimada en unos 2.5 m/s o mayor, pero asumiendo una velocidad más conservadora de 1 m/s, un Ophthalmosaurus podría haber sido capaz de bucear a 600 metros y regresar a la superficie en 20 minutos.
En las uniones óseas de los esqueletos de Ophthalmosaurus hay indicios que sufría del síndrome de descompresión, posiblemente a causa de sus tácticas de evasión. Las ballenas modernas sufren de este mal cuando ascienden rápidamente para escapar de depredadores.